# Kotik chilijski
Kotik chilijski (Arctocephalus philippii) – gatunek ssaka z rodziny uchatkowatych (Otariidae).

## Taksonomia
Gatunek po raz pierwszy zgodnie z zasadami nazewnictwa binominalnego opisał w 1866 roku niemiecki zoolog Wilhelm Peters nadając mu nazwę Otaria (Arctophoca) philippii. Holotyp pochodził z wyspy Robinson Crusoe, w archipelagu Juan Fernández, w Chile. Na holotyp składała się skóra i czaszka młodego dorosłego samca, zebrana w grudniu 1864 roku przez Rodolfo Amando Philippiego; zarówno skóra, jak i czaszka zostały stracone w pożarze podczas II wojny światowej.
Szacuje się, że A. philippii i A. townsendi oddzieliły się od wspólnego przodka około 300000 lat temu. W przeglądzie taksonomicznym z 2012 roku oba taksony zostały połączone w jeden gatunek z dwoma podgatunkami, ale większość teriologów zajmujących się ssakami morskimi nie przyjęła tej propozycji. Autorzy Illustrated Checklist of the Mammals of the World uznają ten gatunek za monotypowy. 

### Etymologia
- Arctocephalus: gr. αρκτος arktos „niedźwiedź”; -κεφαλος -kephalos „-głowy”, od κεφαλη kephalē „głowa”[10].
- philippii: prof. Rodolfo Amando Philippi (1808–1904), niemiecko-chilijski paleontolog, botanik, malakolog i zoolog[11].

## Zasięg występowania
Kotik chilijski występuje w południowej części Oceanu Spokojnego, w archipelagu Juan Fernández i na wyspie San Félix (wyspy Desventuradas), które leżą 600 km na północ.

## Morfologia
Długość ciała samic 120–140 cm, samców 200 cm; masa ciała samic około 48 kg, samców średnio 140 kg. Noworodki osiągają długość około 60–65 cm i ciężar 6,2–6,9 kg. Występuje dymorfizm płciowy – dorosłe samce są około 1,4 razy dłuższe i około 3 razy cięższe od dorosłych samic. Wzór zębowy: I {\displaystyle {\tfrac {3}{2}}} C {\displaystyle {\tfrac {1}{1}}} PM {\displaystyle {\tfrac {6}{5}}} = 36. 

## Status zagrożenia i ochrona
W Czerwonej księdze gatunków zagrożonych Międzynarodowej Unii Ochrony Przyrody i Jej Zasobów został zaliczony do kategorii LC (ang. Least Concern „najmniejszej troski”). Obecnie liczba osobników tego gatunku wynosi 10 000-12 000 i stale rośnie.